# Château de Brussol
 (mars 2013).
Le château de Brussol (en italien Castello di Bruzolo), situé dans le village de Brussol dans la basse Vallée de Suse, Piémont, est célèbre pour la signature du traité de Brussol entre François de Bonne de Lesdiguières et Claude de Bullion, représentants de Henri IV de France et  Charles-Emmanuel Ier de Savoie. Le château, qui n'est pas ouvert aux visiteurs, est l'un des plus grands de la vallée de Suse. Déclaré monument national par l'État italien, il conserve de précieux plafonds à caissons décorés, identiques à ceux de la fameuse « Salle Basse » du château d'Issogne dans le Vallée d'Aoste. 

## Historique
Le château de Brussol est construit comme château fort  en 1227 à la suite de l'attribution du fief par le comte Thomas Ier de Savoie (entre le domaine des  terres de l'Italie) à la famille de Bertrand, dynastie noble de Savoie. 
Les seigneurs du château lors de cette première période sont Bertrand Ier de Bertrand et Jean III de Bertrand gentilhomme de Moûtiers, vallée de la Tarentaise, tous les deux archevêques-comtes de Moutiers-Tarentaise en 1342. Par la suite, son seigneur le comte Grosso est l'auteur d’une importante restructuration. Le château sera choisi par le duc Carlo Emanuele en 1610 pour les accords avec le Royaume de France. Le duc décrit le château dans une lettre à son fils, où il dit avoir reçu les émissaires de la France à la « topie » avec des colonnes à l'appui de la vigne à l'entrée du château, encore présentes aujourd'hui.

## Structure
Le grand bâtiment central, de trois étages, avait d'abord la forme d'un « L » sur une base carrée, est érigé autour du donjon entre la fin du XIe et le début du XIVe siècle. Sont conservés de cette période deux belles fenêtres monofore trèfle. Le bâtiment central est entouré par une grande basse-cour, dont il est séparé par un fossé. La courtine préserve une porte médiévale avec  bretèche, une échauguette et un colombier, tous encore visibles aujourd'hui. Maintenant les bâtiments de la basse-cour se regroupent encore contre la muraille.
Au XVe siècle, on ajoute quatre basse tours de flanquement circulaires au bâtiment central. Au XVe siècle, avec la famille des nouveaux seigneurs féodaux, les comtes Grosso, le château principal a connu une importante restructuration (démolition de deux tours de flanquement et construction d'une nouvelle aile) et a pris sa forme actuelle, un fer à cheval. Les derniers travaux majeurs sont entrepris par le comte Grosso à partir du XVIIIe siècle.